# Stadio Lyngby
Il Lyngby Stadion è lo stadio utilizzato dal Lyngby Boldklub per le partite casalinghe.
Nel 2013 lo stadio è stato ristrutturato, con l'eliminazione della pista d'atletica e la costruzione di una nuova tribuna, per poter così rispettare i requisiti minimi per giocare nella massima superliga danese. Nel 2015 ha subito un ulteriore rinnovamento con la costruzione di una nuova tribuna dietro una delle due porte, in modo da portare la capacità totale a 10.000 posti, requisito minimo per poter utilizzare lo stadio nella superliga danese.